# سررزگ
سررزگ یک روستا در ایران است که در دهستان باقران شهرستان بیرجند واقع شده‌است.